# Aglaophenia elongata
Aglaophenia elongata är en nässeldjursart som beskrevs av Giuseppe Giovanni Antonio Meneghini 1845. Aglaophenia elongata ingår i släktet Aglaophenia och familjen Aglaopheniidae. Inga underarter finns listade i Catalogue of Life.